# Microrégion d'Araçatuba
La microrégion d'Araçatuba est l'une des trois microrégions qui subdivisent la mésorégion d'Araçatuba de l'État de São Paulo au Brésil.
Elle comporte 7 municipalités qui regroupaient 248 388 habitants en 2006 pour une superficie totale de 5 366 km².

## Municipalités[1]
- Araçatuba
- Bento de Abreu
- Guararapes
- Lavínia
- Rubiácea
- Santo Antônio do Aracanguá
- Valparaíso